# NGC 4199/2
NGC 4199/2 је елиптична галаксија у сазвежђу Велики медвед која се налази на NGC листи објеката дубоког неба.
Деклинација објекта је + 59° 54' 30" а ректасцензија 12h 14m 51,7s. Привидна величина (магнитуда) објекта NGC 4199 износи 15,0 а фотографска магнитуда 16,0. NGC 41992 је још познат и под ознакама UGC 7253, MCG 10-18-11, CGCG 292-84, CGCG 293-5, VV 183, PGC 200285.